# Championnat du Pérou de football 1983
Navigation
Saison précédente Saison suivante
La saison 1983 du Championnat du Pérou de football est la cinquante-cinquième édition du championnat de première division au Pérou. La compétition regroupe les dix-sep meilleures équipes du pays et se déroule en deux phases.
La première voit toutes les équipes regroupées au sein d'une poule unique où elles s'affrontent deux fois, à domicile et à l'extérieur. À la fin de cette phase, les deux derniers sont directement relégués et remplacés par 9 équipes de Segunda Division pour permettre le passage du championnat à 25 équipes. Quant aux six premiers, ils disputent la Liguilla, la poule pour le titre.
C'est le Sporting Cristal qui remporte la compétition après avoir terminé en tête de la Liguilla, avec trois points d'avance sur le FBC Melgar et cinq sur le tenant du titre, l'Universitario de Deportes. C'est le 8e titre de champion du Pérou de l'histoire du club.

## Les clubs participants
| - Alianza Lima - Sport Boys - Atlético Chalaco - Universitario de Deportes - Coronel Bolognesi - Club Centro Deportivo Municipal - Juan Aurich - FBC Melgar | - Alfonso Ugarte - Huancayo FC - Universidad Técnica de Cajamarca - Atlético Torino - Promu de Segunda División - Sporting Cristal - León de Huánuco - Asociación Deportiva Tarma - Union Huaral - Colegio Nacional de Iquitos |

## Compétition
Le barème utilisé pour établir les différents classements est le suivant :
- Victoire : 2 points
- Match nul : 1 point
- Défaite, forfait ou abandon : 0 point

### Première phase
| Rang | Équipe                           | Pts | J  | G  | N  | P  | Bp | Bc | Diff |
| ---- | -------------------------------- | --- | -- | -- | -- | -- | -- | -- | ---- |
| 1    | FBC Melgar                       | 44  | 32 | 19 | 6  | 7  | 37 | 20 | +17  |
| 2    | Sporting Cristal                 | 41  | 32 | 14 | 13 | 5  | 59 | 31 | +28  |
| 3    | Universitario de Deportes T      | 40  | 32 | 13 | 14 | 5  | 43 | 20 | +23  |
| 4    | Colegio Nacional de Iquitos      | 40  | 32 | 14 | 12 | 6  | 43 | 27 | +16  |
| 5    | Club Centro Deportivo Municipal  | 40  | 32 | 14 | 12 | 6  | 43 | 33 | +10  |
| 6    | Atlético Torino P                | 39  | 32 | 17 | 5  | 10 | 53 | 36 | +17  |
| 7    | Sport Boys                       | 38  | 32 | 14 | 10 | 8  | 39 | 29 | +10  |
| 8    | Universidad Técnica de Cajamarca | 33  | 32 | 11 | 11 | 10 | 31 | 30 | +1   |
| 9    | Alianza Lima                     | 31  | 32 | 10 | 11 | 11 | 36 | 32 | +4   |
| 10   | Asociación Deportiva Tarma       | 29  | 32 | 10 | 9  | 13 | 34 | 39 | -5   |
| 11   | Atlético Chalaco                 | 28  | 32 | 8  | 12 | 12 | 24 | 33 | -9   |
| 12   | Coronel Bolognesi                | 27  | 32 | 8  | 11 | 13 | 31 | 38 | -7   |
| 13   | Unión Huaral                     | 25  | 32 | 7  | 11 | 14 | 24 | 43 | -19  |
| 14   | Huancayo FC                      | 24  | 32 | 9  | 6  | 17 | 24 | 42 | -18  |
| 15   | Alfonso Ugarte                   | 23  | 32 | 8  | 7  | 17 | 29 | 57 | -28  |
| 16   | Juan Aurich                      | 22  | 32 | 8  | 6  | 18 | 27 | 43 | -16  |
| 17   | León de Huánuco                  | 20  | 32 | 5  | 10 | 17 | 19 | 43 | -24  |

|  | Qualification pour la Liguilla                    |
|  | Relégation directe en Segunda Division            |
|  | T : Tenant du titre P : Promu de Segunda Division |

### Liguilla
Les trois premiers de première phase démarrent la Liguilla avec un bonus respectif de 3, 2 et 1 points.
| Rang | Équipe                         | Pts | J | G | N | P | Bp | Bc | Diff |
| ---- | ------------------------------ | --- | - | - | - | - | -- | -- | ---- |
| 1    | Sporting Cristal +2            | 12  | 5 | 5 | 0 | 0 | 13 | 4  | +9   |
| 2    | FBC Melgar +3                  | 9   | 5 | 2 | 2 | 1 | 11 | 11 | 0    |
| 3    | Universitario de Deportes +1 T | 7   | 5 | 2 | 2 | 1 | 9  | 8  | +1   |
| 4    | Deportivo Municipal            | 5   | 5 | 2 | 1 | 2 | 7  | 5  | +2   |
| 5    | Colegio Nacional de Iquitos    | 2   | 5 | 1 | 0 | 4 | 5  | 9  | -4   |
| 6    | Atlético Torino P              | 1   | 5 | 0 | 1 | 4 | 5  | 13 | -8   |

|  | Qualification pour la Copa Libertadores 1984      |
|  | T : Tenant du titre P : Promu de Segunda Division |

## Bilan de la saison
| Championnat du Pérou de football 1983 | |
| Champion                              | Sporting Cristal (8e titre) |
| Qualifications continentales          | |
| Copa Libertadores 1984                | Sporting Cristal |
| Copa Libertadores 1984                | FBC Melgar |
| Promotions et relégations             | |
| Promus en Primera División            | Sport Pilsen Carlos A. Mannucci Cienciano del Cusco Defensor ANDA Diablos Rojos Hospital Pucallpa Hostal Rey José Gálvez Juventud La Palma Octavio Espinosa |
| Relégués en Segunda División          | Juan Aurich |
| Relégués en Segunda División          | León de Huánuco |